# Mulda (narciarstwo)

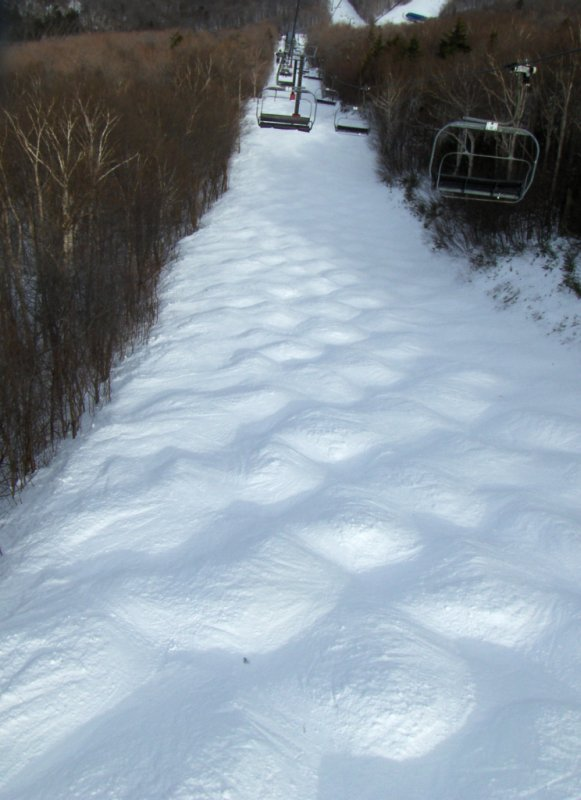
Muldy

Mulda (z niem. Mulde = niecka, dolina) – zagłębienie w śniegu pomiędzy garbami, tworzące się z powodu intensywnego użytkowania stoku narciarskiego. Gdy dojdzie do uformowania się muld, narciarze pogłębiają je, omijając garby. Muldy usuwa się poprzez ratrakowanie stoku. Niektóre ośrodki narciarskie utrzymują specjalnie nieratrakowane trasy, bądź trasy z przygotowanymi muldami. 
Dyscyplina sportu, która zajmuje się jazdą po muldach, jest narciarstwo muldowe.